# Zatōichi une tête de mille ryo
Série Zatoichi
La Légende de Zatoïchi Voyage sans repos
(1963) La Légende de Zatoïchi : La Lame
(1964)
Pour plus de détails, voir Fiche technique et Distribution.
Zatōichi une tête de mille ryo (座頭市千両首, Zatōichi senryōkubi) est un film japonais réalisé par Kazuo Ikehiro, sorti en 1964.

## Synopsis
Il y a trois ans, Zatoichi n'avait d'autre choix que de tuer un homme nommé Yoshizo. Zatoichi visite la tombe de Yoshizo située près du mont Akagi. Là, il est pris dans une bagarre pour beaucoup d'argent.

## Fiche technique
- Titre : Zatōichi une tête de mille ryo
- Titre original : 座頭市千両首 (Zatōichi senryōkubi?)
- Titre anglais : Zatoichi and the Chest of Gold
- Réalisation : Kazuo Ikehiro
- Scénario : Shōzaburō Asai, d'après une histoire de Kan Shimozawa
- Musique : Ichirō Saitō
- Photographie : Ichirō Miyagawa (ja)
- Producteurs : Shōzaburō Asai
- Sociétés de production : Daiei
- Pays de production :  Japon
- Langue originale : japonais
- Format : couleur - 2,35:1 - son mono - 35 mm
- Genres : chanbara - jidaigeki
- Durée : 83 [minutes[2]
- Date de sortie :
  - Japon : 14 mars 1964[2]

## Distribution
- Shintarō Katsu : Zatoïchi
- Kenzaburō Jō : Senba Jūsirō
- Shōgo Shimada : Kunisada Chūji